# Ландри (граф Невера)
Ландри (Ландерик) IV де Монсо (фр. Landry IV de Monceaux; ок. 975 — 11 мая 1028), граф Невера с 989, граф Осера с 1002, сын Бодо, сеньора де Монсо-ле-Комт, основатель Неверского дома.

## Биография
Ландри происходил из дома сеньоров де Монсо-ле-Комт, поэтому Неверский дом также носит название дома де Монсо. В 989 году граф Бургундии Отто-Гильом передал графство Невер своему зятю Ландри, женатому на его дочери Матильде.
После прекращения династии герцогов Бургундии в 1002 году  бургундские феодалы выбрали герцогом пасынка Эда-Генриха — графа Бургундии Отто-Гильома. Его поддержали Ландри, ставший графом Осера после смерти Эда-Генриха, и граф-епископ Лангра Брюн. Отто-Гильом получил в подчинение Отён, Авалон, Дижон и Бон. Но права на герцогство предъявил и король Франции Роберт II, которого поддержали граф Шалона Гуго I и герцог Нормандии Ричард II.
Ландри, воспользовавшись отсутствием Гуго де Шалона, захватил Осер. Роберт и войско во главе с герцогом Нормандии  попытались захватить Осер, но неудачно, после чего ушли в Париж. В 1005 году королевская армия опять появилась в Бургундии, и Ландри капитулировал. В обмен на признание Роберта он выторговал себе титул графа Осера и договорился о браке своего сына Рено и дочери Роберта Гедвиги (Адвисы).
Бургундская война продолжалась 12 лет, после чего король Роберт поручил Гуго де Шалону  вести переговоры о мире. Переговоры начались в 1014 году в Вердене, в 1015 году были продолжены в Эри-ан-Осерруа, Дижоне, Боне и в Ансе (в Лионне). Итогом переговоров стал церковный собор в Эри, который возглавляли архиепископ Санса Леотерик, представлявший короля, архиепископ Буржа Госселен и Ландри.
Ландри умер 11 мая 1028 года, о чем свидетельствуют записи аббатства Осер. В Невере и Осере ему наследовал сын - Рено I. Его другой сын Бодон ранее получил в качестве приданого графство Вандом.

## Брак и дети
Жена с ок. 989/995: Матильда (975/980—13 ноября или декабря 1005), дочь Отто Гильома, графа Бургундии и Ирментруды де Руси.
- Бодон (ок. 997 — 1023), граф Вандома с 1017
- Ландри (упом. в 1002)
- Рено I (ок. 1000 — 1040), граф Невера и Осера с 1028
- Гуго Маленький Бургундец (ум. ок. 1035); жена — Ахерада
- Роберт (упом. в 1034); помолвка с Матильдой, дочерью Жимо